# Mafia Capitale
Mafia Capitale, denominata anche operazione Mondo di Mezzo, è un termine giornalistico volto a definire la collusione tra funzionari della pubblica amministrazione e diverse società e aziende riconducibili a Massimo Carminati e Salvatore Buzzi nella città di Roma. Tuttavia nel 2020 la Corte suprema di cassazione italiana ha escluso il carattere mafioso degli atti criminali, nonostante un'iniziale conferma nel 2015.

## Storia
La presenza di alcune organizzazioni criminali a Roma fu denunciata inizialmente nel dicembre 2012 tramite un articolo di L'Espresso, scritto da Lirio Abbate, in cui si ricostruiva la spartizione della capitale tra diversi gruppi criminali facenti capo principalmente a Massimo Carminati, detto "Er Cecato", ex terrorista dei NAR nonché affiliato della Banda della Magliana. Abbate fu successivamente minacciato, come riportato dalle intercettazioni effettuate dal Raggruppamento operativo speciale (ROS) dei Carabinieri. Le stesse intercettazioni portarono all'arresto, il 2 dicembre 2014, di 28 indagati tra cui: Carminati stesso, Salvatore Buzzi, Riccardo Mancini (ex amministratore delegato di EUR S.p.A.) e Franco Panzironi (ex amministratore delegato di AMA S.p.A.). Tra gli indagati figurò anche l'ex sindaco di Roma Gianni Alemanno, successivamente condannato a 6 anni di reclusione per corruzione e finanziamento illecito.
Tra i reati ipotizzati dalla procura della Repubblica di Roma, guidata dal magistrato Giuseppe Pignatone, figurarono corruzione, estorsione, usura, riciclaggio di denaro e associazione di tipo mafioso nell'ambito di presunte infiltrazioni nel tessuto istituzionale ed imprenditoriale raffigurato dall'assegnazione illecita di appalti e finanziamenti pubblici da parte di Roma Capitale e delle sue aziende municipalizzate. Gli interessi principali si sono registrati nella gestione dei centri di accoglienza degli immigrati, della raccolta differenziata, dei campi nomadi e nel finanziamento di cene o campagne elettorali come quella dell'ex sindaco Alemanno nel 2013 per le comunali e nel 2014 per le europee, del suo successore Ignazio Marino, di Matteo Renzi nel 2014 e di Nicola Zingaretti alle europee del 2004.
Nel giugno 2015 sono stati effettuati altri 44 arresti tra gli uffici amministrativi di comune e regione e in alcune cooperative con accuse di: associazione di tipo mafioso, corruzione, turbativa d'asta, false fatturazioni e trasferimento fraudolento di valori. Tra di essi figurano: Luca Gramazio (consigliere e capogruppo di PdL nella Regione Lazio), Mirko Coratti (ex presidente PD dell'Assemblea Capitolina), Daniele Ozzimo (assessore comunale alla casa del PD), Pierpaolo Pedetti (consigliere comunale del PD), Massimo Caprari (consigliere e capogruppo in Assemblea Capitolina di Centro Democratico), Andrea Tassone (ex presidente PD del X Municipio di Roma), Guido Magrini (direttore del dipartimento regionale delle politiche sociali), Giordano Tredicine (consigliere comunale di Forza Italia), Stefano Venditti (ex segretario regionale di Legacoop) e Fabio Stefoni (sindaco di Castelnuovo di Porto).

### Le accuse
I primi indagati sono:
- Massimo Carminati, ex NAR coinvolto in diversi processi, dai quali era uscito praticamente quasi sempre assolto, viene arrestato con l'accusa di associazione a delinquere di stampo mafioso, estorsione aggravata, trasferimento fraudolento di valori, corruzione, turbativa d'asta, false fatturazioni. Secondo il gip, "Carminati, capo e organizzatore, sovrintende e coordina tutte le attività dell'associazione, impartisce direttive agli altri partecipi, fornisce loro schede dedicate per le comunicazioni riservate, individua e recluta imprenditori, ai quali fornisce protezione, mantiene i rapporti con gli esponenti delle altre organizzazioni criminali operanti su Roma nonché con esponenti del mondo politico, istituzionale, finanziario, con appartenenti alle forze dell'ordine e ai servizi segreti".
- Salvatore Buzzi, amministratore delle cooperative a responsabilità limitata del gruppo Eriches, 29 giugno,[12] finisce in carcere per associazione di tipo mafioso, corruzione aggravata, turbativa d’asta, trasferimento fraudolento di valori e rivelazione di segreto d’ufficio.[13] Come scrive il gip Costantini, Buzzi gestiva, "per il tramite di una rete di cooperative, le attività economiche dell'associazione nei settori della raccolta e smaltimento dei rifiuti, dell'accoglienza dei profughi e rifugiati, della manutenzione del verde pubblico e negli altri settori oggetto delle gare pubbliche aggiudicate anche con metodo corruttivo, si occupa della gestione della contabilità occulta della associazione e dei pagamenti ai pubblici ufficiali corrotti". Secondo il Tribunale del Riesame, Buzzi "soprintende alla gestione della contabilità occulta dell'associazione e impartisce ordini alla "cassiera" Nadia cerrito, le indica come preparare le buste dentro le quali vanno le mazzette da versare ai pubblici ufficiali corrotti o da distribuire ai soci occulti delle cooperative e in particolar modo al capo dell'associazione Massimo Carminati e a Fabrizio Testa. Mantiene rapporti confidenziali con i pubblici funzionari e amministratori fino ai massimi livelli".  Carminati, alla ricerca di un lavoro una volta terminato l'affidamento, nel settembre 2011 entrava in contatto con Buzzi tramite Riccardo Mancini, amministratore delegato di EUR SpA ed impone a Buzzi la figura di Carminati per le gare di appalto del verde dell'ente EUR: da questo incontro nasce l'amicizia tra Buzzi e Carminati, il quale si adopererà per far lavorare suoi amici in sub appalto alle cooperative di Eriches 29, ivi compresa la realizzazione della parte nuova del campo nomadi di Castel Romano, attraverso il suo amico Agostino Gaglianone – che risulterà nella sentenza di Cassazione innocente –.

Eriches 29 è un consorzio di cooperative sociali, fondato nel 2003, che gestisce appunto il campo nomadi di Castel Romano, nove centri di accoglienza per 491 profughi e richiedenti asilo dislocati nei comuni di Anguillara Sabazia, Tivoli, Ciampino e Marcellina, con appalti assegnati alla cooperativa dal Comune di Roma fin dal 1994, con le amministrazioni di Francesco Rutelli e di Walter Veltroni. Da una nuova ordinanza del 4 giugno 2015 emerge che Buzzi avrebbe portato voti all'ex sindaco di Roma Gianni Alemanno in vista delle Elezioni europee del 2014 con l'aiuto della 'Ndrina Mancuso, cosa negata dalla sentenza di cassazione che assolve i due calabresi Ruggiero e Rocco.
- Riccardo Mancini, come detto amministratore delegato di EUR SpA che mette in contatto Buzzi con il vecchio amico Carminati, si spende "per l'aggiudicazione di appalti, per lo sblocco di pagamenti dovuti per lavori eseguiti in favore delle imprese riconducibili all'associazione." Morirà nel 2018.
- Franco Panzironi, amministratore delegato di AMA[15] e segretario della fondazione di Alemanno[16] che, secondo l'accusa, violava il segreto d'ufficio e il dovere di imparzialità nell'affidamento dei lavori, si accordava con Buzzi rivelandogli il contenuto dei provvedimenti di assegnazione delle gare prima della loro aggiudicazione. Inoltre faceva sbloccare i pagamenti in favore delle imprese riconducibili all'associazione e garantiva i rapporti dell’associazione con l’amministrazione comunale negli anni 2008/2013.[17] Franco Panzironi è finito in carcere per associazione di tipo mafioso, corruzione aggravata e turbativa d’asta.[18]
- Gianni Alemanno, viene indagato con l'accusa di corruzione aggravata, finanziamento illecito e inizialmente anche per associazione mafiosa.[19]. Il 18 dicembre 2015 viene rinviato a giudizio per i reati di corruzione e finanziamento illecito ai partiti in un procedimento diverso.
- Riccardo Brugia,[20] disoccupato, in passato, negli anni Settanta-Ottanta aveva militato nei NAR con Carminati e negli anni Novanta aveva avuto un flirt con Anna Falchi. Brugia è finito in carcere per associazione di tipo mafioso ed estorsione aggravata. Secondo il gip, "Brugia, organizzatore, braccio destro di Carminati, collabora con lui in tutte le attività di direzione dell'associazione, coordina le attività criminali dell'associazione nei settori del recupero crediti e dell'estorsione, custodisce le armi in dotazione al sodalizio". Oltre a intimidazioni ed estorsioni varie compiute insieme a Calvio e ai Lacopo, "mediante la minaccia di costringerlo alla formale cessione del negozio di gioielleria, denominato “Senza Tempo”, costringeva Andrea Infantino a pagargli tre assegni da 10.000,00 Euro cadauno, rilasciatigli a fronte di un finanziamento erogatogli". Tra le altre cose Carminati e Brugia avrebbero costretto "Luigi Seccaroni a concedere loro la disponibilità, mediante vendita o locazione, di un terreno ubicato in Roma via Cassia sì da procurarsi un ingiusto profitto con altrui danno, mediante reiterate minacce rivolte congiuntamente e disgiuntamente, di persona e con il mezzo del telefono, e consistite nel prospettare l’incendio dei manufatti insistenti sul terreno e comunque l’impossibilità di utilizzarlo, nonché minacciando di picchiarlo e intimandogli di non transitare nei luoghi abitualmente da loro frequentati, non verificandosi l’evento per cause indipendenti dalla loro volontà". Brugia costringeva poi Seccaroni "a consegnargli la somma di € 1.000,00, pari alla provvigione guadagnata dal Seccaroni per la rivendita di una autovettura del Brugia".
- Mirko Coratti, ex presidente dell'Assemblea Capitolina del PD arrestato nel giugno 2015 per corruzione aggravata e finanziamento illecito; si era dimesso il 3 dicembre 2014. Coratti è accusato di aver intascato 10.000 euro, per mezzo di Franco Figurelli, che era a stipendio del Buzzi per 1000 euro al mese, per la promessa di intascare una tangente da 150.000 euro, per sbloccare un pagamento di 3 milioni di euro sui servizi sociali.
- Andrea Tassone, ex presidente del municipio di Ostia, poi sciolta per mafia il 28 agosto 2015. In più occasioni avrebbe intrattenuto rapporti e connivenze con la branca economica di Mafia Capitale, scriveva Gabrielli nella relazione inviata al Viminale, nella parte dedicata alla proposta di scioglimento. Avrebbe concesso alle coop di Buzzi l'appalto per la pulizia delle spiagge di Castelporziano e quello per la manutenzione del verde sulla via del Mare in cambio di 30.000 euro.
- Luca Gramazio, capogruppo del PdL prima in consiglio comunale e poi in Regione e figlio di Domenico, ex parlamentare e vecchio amico dei genitori di Carminati; insieme a Testa si incontra spesso con l'ex NAR mettendo le sue cariche istituzionali al servizio dell'associazione elaborando con loro "le strategie di penetrazione nella Pubblica Amministrazione". Arrestato nel blitz di giugno, è accusato di 416 bis, corruzione turbativa d’asta; grazie a lui sarebbero stati stanziati soldi dalla Regione per il sodalizio in cambio di una tangente da 50.000 euro.
- Giordano Tredicine, ex consigliere comunale del PdL, ex Presidente della Commissione Politiche Sociali e Famiglia sotto la giunta Alemanno, al momento dell'arresto nel giugno 2015 è vicepresidente del consiglio comunale e vicecoordinatore regionale di Forza Italia. Fa parte della discussa famiglia di venditori ambulanti che gestivano, quasi in esclusiva, i camion bar di Roma.
- Luca Odevaine, il gestore dell'accoglienza dei migranti.[21] Già portavoce di Legambiente, consigliere del Ministro Giovanna Melandri, vice capo di gabinetto del sindaco Walter Veltroni, capo della polizia provinciale con Nicola Zingaretti, diventa poi membro del "Tavolo di coordinamento nazionale sull'immigrazione" del Ministero dell’Interno e consulente del Consorzio "Calatino Terra d’Accoglienza", ente che soprintende alla gestione del CARA di Mineo. Facilitava il clan di Carminati, orientando i flussi di migranti verso i centri gestiti dalle cooperative di Buzzi, in cambio di 5.000 euro al mese. È accusato di turbativa d’asta, pressioni, bandi di gara concordati. In una conversazione con il suo collaboratore Schina e Coltellacci accusa l'allora sindaco Alemanno e suo figlio di aver fatto quattro viaggi in Argentina con valigie piene di soldi; i Ros verificano un solo viaggio avvenuto in occasione di un Capodanno non trovando riscontri. Odevaine avrebbe investito all'estero i guadagni illeciti provenienti dalla gestione dei centri di accoglienza per i rifugiati in attività che spaziano dalla produzione di caffè tra Honduras e Costa Rica ai pastifici in Africa e Brasile fino a una linea di autobus in Venezuela, paese della sua compagna.[22][23]
- Fabrizio Franco Testa, consigliere ENAV - amico di Carminati e Gramazio - che secondo gli inquirenti coordina le attività corruttive del clan, si occupa della nomina di persone gradite in posti pubblici chiave e quindi costituisce "il trait d'union tra l'associazione criminale e la politica locale romana ed è evidente come egli sfrutti il potere derivante dall'appartenenza al sodalizio per consentire all'organizzazione di permeare i più significativi gangli politico-economici dell'amministrazione pubblica". Ora è imputato appunto per aver fatto parte dell'associazione di stampo mafioso.[24]
- Carlo Pucci, dirigente di EUR SpA e anche lui amico di gioventù di Carminati, come Mancini si spende per l'aggiudicazione di appalti e per lo sblocco di pagamenti in favore delle imprese riconducibili all'associazione; è accusato di 416 bis e corruzione.
- Giovanni Fiscon, ex direttore generale di AMA che avrebbe aiutato Buzzi nell'aggiudicarsi due gare per la raccolta differenziata in cambio di piccoli favori.
- Matteo Calvio, detto spezzapollici, considerato il braccio armato di Carminati, si occupa delle attività di estorsione e recupero crediti e si presta a fare da autista a Cristiano Guarnera; è accusato di 416 bis.
- Giovanni De Carlo detto Giovannone, amico di diversi vip del calibro di Belén Rodríguez, Stefano De Martino, Giuseppe Sculli, Daniele De Rossi, Gigi D'Alessio, Teo Mammucari e Ludovica Caramis. Ritenuto vicino a Carminati e alla famiglia Diotallevi, è accusato di favoreggiamento con l'aggravante dell'articolo 7 e trasferimento fraudolento di valori. Avrebbe agevolato l'organizzazione scovando delle cimici all'interno dello studio legale dell'avvocato Pierpaolo Dell'Anno e disponeva di diversi prestanome per i suoi affari.[25]
- Roberto Lacopo, gestore del distributore di benzina di corso Francia, base logistica del sodalizio, secondo il gip "si occupa delle attività di estorsione e recupero crediti e svolge anche il ruolo di tramite delle comunicazioni del sodalizio"; è accusato di 416 bis. Brugia e Lacopo "costringevano Massimo Perazza a pagare un debito di importo imprecisato nei confronti di Lacopo Roberto e altro debito di Euro 670,00 nei confronti di Alessia Marini [compagna di Carminati, ndr], con violenza esercitata da Riccardo Brugia e consistita nel percuotere il Perazza procurandogli lesioni ad una gamba e un taglio al collo in data 5 novembre 2012 e con reiterate minacce verbali rivolte da Brugia nel corso del mese di novembre 2012, così procurandosi un ingiusto profitto con altrui danno". Avrebbe invece mandato Matteo Calvio a costringere Fausto Refrigeri a saldare un altro debito.
- Giovanni Lacopo, padre di Roberto, accusato di estorsione poiché avrebbe chiesto aiuto a Brugia per recuperare un prestito da 900.000 euro a un cliente del distributore; avrebbe mandato Calvio a minacciare Riccardo Manattini per costringerlo a "restituire parte di un debito ammontante a 180.000,00 Euro".
- Fabio Gaudenzi, ex camerata vicino a Carminati, si occupa del riciclaggio e del reinvestimento dei proventi; è accusato di 416 bis. Si sarebbe fatto promettere "da Filippo Maria Macchi a fronte della garanzia costituita da due orologi di valore, in corrispettivo di un finanziamento “a fermo” di 30.000,00 Euro, interessi usurari dell’importo di 3.000,00 Euro, da corrispondere mensilmente, sino alla restituzione del capitale, pari al tasso del 120% annuo, determinato con metodologia di calcolo di interesse semplice, superiore, quindi, al tasso soglia previsto dalla normativa vigente". Tra le altre cose, nel corso del 2013, "al fine di eludere le disposizioni di legge in materia di misure di prevenzione patrimoniali, su consiglio di Massimo Carmionati, Fabio Gaudenzi attribuiva fittiziamente ai suoi fratelli Martina e Gianluca Gaudenzi la titolarità delle quote della società “IMMOBIILIARE DUE PINI S.r.l.”."
- Gennaro Mokbel, vecchio fascista coinvolto anche nello scandalo Telecom-Sparkle, indagato per aver minacciato Marco Iannilli, commercialista legato a Carminati e coinvolto in diverse indagini, con l'intento di farsi "restituire l’ingente somma di denaro (circa sette - otto milioni di Euro), comprensiva dell’attesa remunerazione, consegnatagli un anno prima per investirla nell'“operazione Digint”, non verificandosi l’evento per l’intervento di Massimo Carminati, il quale, su richiesta della vittima, la “proteggeva” da Mokbel, affinché deflettesse dalle condotte minatorie e vessatorie." Peraltro "al fine di eludere le disposizioni di legge in materia di misure di prevenzione patrimoniali, Massimo Carminati attribuiva fittiziamente a Marco Iannilli la titolarità della villa in Sacrofano".
- Agostino Gaglianone detto Maurizio, costruttore di Sacrofano vicino a Carminati. Mette a disposizione la sua impresa, la Imeg Srl, nel settore dell'edilizia e del movimento terra per la gestione degli appalti ottenuti dall'organizzazione; è accusato di 416 bis, emissione di fatture per operazioni inesistenti e intestazione fittizia. Si sarebbe occupato come mediatore delle trattative di vendita di una villa di Sacrofano acquistata a nome di Alessia Marini, compagna di Carminati, per 500.000 euro conservando parte della somma in contanti , almeno 100.000 euro, da dare in nero alla proprietaria.
- Giuseppe Ietto, imprenditore vicino a Carminati che mette a disposizione le proprie imprese nel settore della ristorazione (vedi la Unibar per i bar delle sedi Rai e il servizio mensa a Cinecittà) per la gestione degli appalti di opere e servizi conseguiti dall'associazione anche con metodo corruttivo; è accusato di 416 bis.
- Cristiano Guarnera, imprenditore succube di Carminati; mette a disposizione la propria impresa in cambio di protezione ed è accusato di 416 bis.
- Daniele Pulcini, costruttore romano accusato di turbativa d'asta per "l'assegnazione dei servizi di accoglienza per immigrati presso i residence di Val Cannuta" di sua proprietà in cambio di denaro.
- Franco Figurelli, ex consigliere comunale del PD poi entrato nella segreteria di Mirko Coratti, accusato di assumere persone nelle coop in cambio di un finanziamento di Buzzi alla campagna elettorale di Coratti.[26]
- Pierpaolo Pedetti, ex consigliere comunale del PD accusato di corruzione e istigazione alla corruzione turbativa d’asta per l’accoglienza di immigrati; avrebbe ricevuto case da Buzzi in cambio dei favori[27][28][29].
- Michele Nacamulli, ex consigliere municipale del PD assunto da Buzzi e accusato di corruzione e turbativa d'asta per avergli fatto ottenere appalti.
- Claudio Turella, ex dirigente che si occupava della cura del verde a Roma. La sistemazione del verde era uno dei business della holding di Buzzi. Turella teneva le mazzette in casa dove sono stati trovati 560.000 euro in contanti.[30]
- Angelo Scozzafava, dirigente del dipartimento delle politiche sociali che avrebbe favorito il sodalizio nell'aggiudicazione di due lotti dell'appalto per la gestione delle prenotazioni di visita negli ospedali.
- Mario Cola, dipendente del dipartimento patrimonio accusato di corruzione per aver consigliato a Buzzi l'occupazione abusiva di un immobile di proprietà comunale in cambio di versamenti alla sua compagna.
- Guido Magrini, ex dirigente regionale di primo livello al quale viene contestata una pratica di corruzione; si sarebbe perso per far ottenere a Buzzi finanziamenti per l'emergenza abitativa in cambio di un aiuto per rilevare una coop rossa che stava fallendo.
- Mario Schina, collaboratore di Odevaine ed ex dipendente di Acea, avrebbe indicato a Sandro Coltellacci due siti idonei per i rifugiati.[31].
- Stefano Bravo, commercialista di Luca Odevaine accusato di aver nascosto le tangenti da lui intascate.
- Nadia Cerrito, segretaria tuttofare di Buzzi che "contribuisce alle operazioni corruttive e di alterazione delle gare pubbliche"; è accusata di corruzione, turbativa d'asta e 416 bis.
- Alessandra Garrone, compagna e collaboratrice di Buzzi con il quale condivide strategie operative e corruttive; è accusata di 416 bis.
- Emanuela Bugitti, ex brigatista che aveva un ruolo direttivo nella 29 giugno; le vengono contestate due corruzioni e turbativa d’asta per gare di AMA truccate con l'aggravante dell'articolo 7.
- Carlo Maria Guarany, stretto collaboratore di Buzzi che contribuisce alle operazioni corruttive e di alterazione delle gare pubbliche; è imputato per corruzione aggravata e 416 bis.
- Paolo Di Ninno, commercialista di fiducia di Buzzi che gestisce la contabilità occulta dell'attività corruttiva. Presidente della cooperativa Cosma, avrebbe occultato transazioni di centinaia di euro e gestito in nero i finanziamenti di Carminati; è accusato di 416 bis.
- Sandro Coltellacci, amministratore di un'altra coop del consorzio Eriches accusato di fornire a Buzzi informazioni sullo stato delle pratiche amministrative in corso, in violazione dei doveri d'imparzialità della P.A, l’assunzione della figlia, della moglie e del cognato di Mario Schina in uno dei soggetti economici che materialmente amministrava; gli vengono contestati tre episodi di corruzione.[32].
- Claudio Caldarelli, punto di collegamento tra l'organizzazione e le istituzioni grazie ai suoi trascorsi come consigliere municipale in quota PdL, crea flussi finanziari illeciti e contribuisce alle operazioni corruttive e di alterazione delle gare pubbliche; è accusato di 416 bis, corruzione e turbativa.
- Claudio Bolla, procuratore del Consorzio Eriches 29 e vicepresidente della 29 giugno, è accusato di turbative d’asta e corruzione.
- Salvatore Ruggiero e Rocco Rotolo, lavoratori della 29 giugno ritenuti vicini alla cosca Mancuso di Limbadi; sono accusati di 416 bis per aver favorito i contatti tra Buzzi e l'imprenditore Campennì.
- Giuseppe Mogliani, la cui società aveva fatto i lavori al campo nomadi di Castel Romano; è imputato per fatture per operazioni inesistenti e riciclaggio dei proventi di Carminati.
- Antonio Esposito, avvocato e amministratore della cooperativa Cosma con lo scopo di far rientrare i capitali in favore di Carminati.
- Sergio Menichelli, ex sindaco di Sant'Oreste in quota PD; è accusato di corruzione e turbativa d'asta in relazione all'appalto del servizio di igiene urbana, servizi vari accessori, e fornitura di attrezzature e materiali d’uso per la raccolta differenziata.
- Marco Placidi, architetto ex responsabile dell'ufficio tecnico del comune di Sant'Oreste; avrebbe comunicato a Buzzi i punteggi delle cooperative antagoniste, inducendo quest’ultimo a decidere di modificare l’offerta presentata di modo da proporne una vincente.[33].
- Fabio Stefoni, ex sindaco di centrodestra di Castelnuovo di Porto finanziato da Buzzi in cambio della garanzia di aprire un centro di accoglienza per immigrati.
- Tiziano Zuccolo, socio della cooperativa bianca Domus Caritatis accusato di turbativa d'asta per la collocazione di 580 migranti.

Tra gli altri indagati troviamo:
- Daniele Ozzimo, ex assessore alla Casa del PD accusato di corruzione per aver intascato 20.000 euro
- Massimo Caprari, capogruppo di Centro Democratico
- Raffaele Bracci, ex NAR e fedelissimo di Carminati
- Emanuela Salvatori, ex funzionaria del Comune e responsabile dell'attuazione del Piano Nomadi di Castel Romano[34]
- Patrizia Caracuzzi, dipendente di AMA e segretaria personale di Panzironi
- Franco Cancelli, concorrente ma anche sodale di Buzzi
- Giovanna Anelli, procuratore speciale di AMA e Direttore Generale fino al 2 maggio 2013
- Salvatore Forlenza, dirigente del Consorzio nazionale servizi (Cns) nel settore rifiuti
- Alfredo Ferrari, presidente della commissione bilancio che si autosospende dal PD
- Luca Giansanti, capogruppo della Lista Marino e dipendente del consorzio Cns
- Raniero Lucci, responsabile progetti della coop
- Emilio Gammuto, collaboratore di Buzzi accusato di corruzione
- Rossana Calistri, componente della commissione di aggiudicazione dell'appalto per il verde
- Gerardo e Tommaso Addeo, collaboratori di Odevaine
- Paolo Solvi, braccio destro del sindaco di Ostia Tassone
- Francesco Ferrara, Domenico Cammisa, Salvatore Menolascina e Carmelo Parabita, dirigenti della coop bianca La Cascina

## Il processo
L'11 agosto 2015 le indagini vengono chiuse e il gip autorizza il processo con rito immediato per Buzzi, Carminati e anche gli altri elementi coinvolti nella seconda tranche di arresti.
Il 3 novembre al termine del rito abbreviato Luca Odevaine patteggia 2 anni e 8 mesi e finisce ai domiciliari, a 4 anni viene condannata Emanuela Salvatori, a 5 anni e 4 mesi Emilio Gammuto, a 4 anni Raffaele Bracci e Fabio Gaudenzi (fedelissimi di Carminati accusati di usura). Due giorni dopo inizia il maxiprocesso con 46 imputati.
Due mesi più tardi sempre con rito abbreviato vengono condannati a 2 anni e 2 mesi Daniele Ozzimo (ex assessore tornato in libertà il mese precedente) e a 2 anni e 4 mesi Massimo Caprari; oltre a loro vengono condannati a 1 anno e 10 mesi Gerardo e Tommaso Addeo e a 2 anni e 2 mesi Paolo Solvi, torna in libertà Daniele Pulcini mentre patteggiano Francesco Ferrara (2 anni e 8 mesi), Domenico Cammisa, Salvatore Menolascina e Carmelo Parabita (2 anni e 6 mesi).
Nel frattempo il 18 dicembre Gianni Alemanno veniva rinviato a giudizio per i reati di corruzione e finanziamento illecito ai partiti e nel gennaio 2016 la decima sezione penale del Tribunale di Roma decide di non unire il procedimento contro l'ex sindaco nel maxiprocesso per Mafia Capitale. Il 7 febbraio 2017 il gip Flavia Costantini decide di archiviare l'accusa di concorso esterno in associazione mafiosa; rimane in piedi l'accusa di corruzione e finanziamento illecito. Il 25 febbraio 2019 viene condannato per corruzione e finanziamento illecito ai partiti a 6 anni di galera. L’ex sindaco è stato interdetto in perpetuo dai pubblici uffici e gli sono stati anche confiscati 298.000 euro. Il giudice penale ha altresì condannato Alemanno a risarcire il danno cagionato sia ad Ama che a Roma Capitale, da liquidarsi in sede civile, fissando una provvisionale di 50.000 euro a favore di entrambi gli enti danneggiati.
Il 7 febbraio 2017 il gip Costantini archivia 113 posizioni di indagati per non aver trovato "elementi idonei a sostenere l'accusa"; tra di loro il presidente del Lazio Nicola Zingaretti (indagato per concorso in corruzione e tentata turbativa d'asta sulla base delle dichiarazioni di Salvatore Buzzi, che affermava di avergli pagato delle tangenti in cambio di appalti pubblici) e il suo braccio destro Maurizio Venafro (corruzione), Massimo Carminati (associazione per delinquere finalizzata a rapine e riciclaggio), Ernesto Diotallevi e Giovanni De Carlo (sospettati di essere a Roma i referenti di Cosa Nostra), come detto Gianni Alemanno e Riccardo Mancini. Salvatore Forlenza, Alfredo Ferrari e Luca Giansanti verranno invece archiviati nel luglio seguente.
Il 29 marzo seguente, durante un'udienza del processo, Massimo Carminati dichiara: 
Durante l'udienza del 30 marzo esclude categoricamente che Salvatore Buzzi possa aver dato soldi in nero all'ex sindaco Gianni Alemanno e che "se Buzzi glieli avesse dati certamente me l'avrebbe detto". La settimana seguente Carminati in aula nega di aver mai conosciuto Alemanno esprimendo un giudizio negativo su di lui.
Nel mese di aprile, sentiti gli ultimi testimoni, il processo si chiude e tra le richieste della Procura spiccano i 28 anni per Carminati, i 26 per Buzzi, i 19 e mezzo per Gramazio, i 21 per Panzironi, i 25 per Brugia, i 21 per Calvio e Lacopo jr e i 22 per Testa.
A inizio giugno Buzzi chiede di patteggiare una condanna a 3 anni e 9 mesi ma la Procura, che aveva già chiesto per lui 26 anni e 3 mesi, respingerà la richiesta. A 19 dei 46 imputati, tra cui Carminati, Buzzi, Panzironi, Gramazio, Brugia e Testa, la Procura contesta l'associazione di stampo mafioso e la stessa chiede che Carminati venga dichiarato "delinquente abituale" e che, a condanna scontata, vada per 2 anni in una colonia agricola o in una casa di lavoro. Per l'ex NAR viene anche chiesta la confisca di tutte le opere d'arte ritrovate nella sua villa a Sacrofano e presso la Imeg di Agostino Gaglianone, dove era impegnato a trasferirle.

### La sentenza di primo grado
Il 20 luglio seguente nella sentenza di primo grado emessa dalla 10ª sezione del Tribunale penale di Roma, viene derubricata l'associazione a delinquere di stampo mafioso in associazione semplice e confermate le accuse di corruzione, turbativa d'asta così da venire rifiutata l'accusa di associazione di stampo mafioso ipotizzata dalla Procura perciò Massimo Carminati è stato tolto dal regime di carcere duro (41 bis) riservato ai detenuti mafiosi e al quale era sottoposto dal dicembre del 2014.
Il Tribunale di Roma quindi condanna:
- Massimo Carminati a 20 anni;
- Salvatore Buzzi a 19 anni;
- Franco Panzironi a 10 anni;[55]
- Riccardo Brugia a 11 anni di galera e ottiene poi gli arresti domiciliari;[56]
- Mirko Coratti a 6 anni;
- Andrea Tassone a 5 anni;
- Luca Gramazio a 11 anni;
- Giordano Tredicine a 3 anni;
- Luca Odevaine a 6 anni e 6 mesi (8 con la continuazione);
- Fabrizio Franco Testa a 11 anni;
- Carlo Pucci a 6 anni;
- Matteo Calvio a 9 anni;
- Giovanni De Carlo a 2 anni e 6 mesi;
- Roberto Lacopo a 8 anni;
- Giovanni Lacopo a 6 anni;
- Agostino Gaglianone a 6 anni e 6 mesi;
- Giuseppe Ietto a 4 anni;
- Cristiano Guarnera a 4 anni;
- Daniele Pulcini a 1 anno:
- Franco Figurelli a 5 anni;
- Pierpaolo Pedetti a 7 anni;
- Michele Nacamulli a 5 anni;
- Claudio Turella a 9 anni;
- Angelo Scozzafava a 3 anni;
- Mario Cola a 5 anni;
- Guido Magrini a 5 anni;
- Mario Schina a 5 anni e 6 mesi;
- Stefano Bravo a 4 anni;
- Nadia Cerrito a 5 anni;
- Alessandra Garrone a 13 anni e 6 mesi;
- Emanuela Bugitti a 6 anni;
- Carlo Maria Guarany a 5 anni;
- Paolo Di Ninno a 12 anni,
- Sandro Coltellacci a 7 anni;
- Claudio Caldarelli a 10 anni;
- Claudio Bolla a 6 anni;
- Antonio Esposito a 5 anni;
- Sergio Menichelli a 5 anni;
- Marco Placidi a 5 anni;
- Tiziano Zuccolo a 3 anni e 3 mesi;

Su 46 imputati 5 sono stati assolti: Rocco Rotolo, Salvatore Ruggiero, l'ex dg di Ama Giovanni Fiscon, Giuseppe Mogliani e Fabio Stefoni.

### Il processo d'appello
Il 6 marzo 2018 inizia il processo d'appello. I PM sostengono ancora che si tratti di un'associazione di stampo mafioso, chiedendo la detenzione a 25 anni per Buzzi e 26 anni per Carminati, e il ripristino dell'articolo 416 bis. L'11 settembre dello stesso anno la terza sezione della Corte d'Appello di Roma ripristina il disposto dell'art. 416 bis c.p., riconoscendo la sussistenza del "metodo mafioso", e condanna:
- Massimo Carminati a 14 anni e 6 mesi con 3 anni di libertà vigilata;
- Salvatore Buzzi a 18 anni e 4 mesi con 3 anni di libertà vigilata;
- Franco Panzironi a 8 anni e 7 mesi;
- Riccardo Brugia a 11 anni e 4 mesi, 8.600 euro di multa con 3 anni di libertà vigilata;
- Mirko Coratti a 4 anni e 6 mesi e interdizione temporanea per 5 anni;
- Andrea Tassone a 5 anni;
- Luca Gramazio a 8 anni e 8 mesi;
- Giordano Tredicine a 2 anni e 6 mesi;
- Fabrizio Franco Testa a 9 anni e 4 mesi;
- Carlo Pucci a 7 anni e 8 mesi;
- Matteo Calvio a 10 anni e 4 mesi;
- Giovanni De Carlo a 2 anni
- Roberto Lacopo a 8 anni con 6.600 euro di multa;
- Giovanni Lacopo a 5 anni e 4 mesi con 5.000 euro di multa (deceduto);
- Agostino Gaglianone a 4 anni e 10 mesi;
- Cristiano Guarnera a 4 anni e 8 mesi;
- Franco Figurelli a 4 anni;
- Pierpaolo Pedetti a 3 anni e 2 mesi;
- Michele Nacamulli a 3 anni e 11 mesi;
- Angelo Scozzafava a 2 anni e 3 mesi;
- Mario Cola a 3 anni;
- Guido Magrini a 3 anni;
- Mario Schina a 4 anni;
- Alessandra Garrone a 6 anni e 6 mesi;
- Emanuela Bugitti a 3 anni e 8 mesi e revoca della libertà vigilata;
- Carlo Maria Guarany a 4 anni e 10 mesi;
- Paolo Di Ninno a 6 anni e 3 mesi;
- Sandro Coltellaci a 4 anni e 6 mesi;
- Claudio Caldarelli a 9 anni e 4 mesi;
- Claudio Bolla a 4 anni e 5 mesi;
- Antonio Esposito a 2 anni e 1 mese;
- Tiziano Zuccolo a 9 mesi.

Assolti, invece, Stefano Bravo, Giuseppe Ietto, Sergio Menichelli e Daniele Pulcini «per non aver commesso il fatto» e Nadia Cerrito «perché il fatto non costituisce reato». Patteggiano Luca Odevaine (5 anni e 2 mesi) e Claudio Turella (6 anni) mentre sono confermate le assoluzioni per Rocco Rotolo e Salvatore Ruggiero.

### La Cassazione
Il 22 ottobre 2019 la Corte suprema di cassazione annulla l'aggravante mafiosa a carico degli imputati, rilevando la presenza di due distinte associazioni "semplici": quella di Salvatore Buzzi e quella di Massimo Carminati. Delibera inoltre la celebrazione di un nuovo processo d'appello per ricalcolare le pene per Buzzi, Carminati, Luca Gramazio e i principali imputati del processo al Mondo di mezzo avendo riqualificato l'accusa in associazione a delinquere "semplice"..
Ci saranno da ridefinire le pene di 24 dei 32 condannati. Per gli altri 8 le sentenze sono definitive e si tratta di:
- Mirko Coratti (4 anni e 6 mesi);
- Giordano Tredicine (2 anni e 6 mesi);
- Franco Figurelli (4 anni);
- Marco Placidi (5 anni);
- Andrea Tassone (5 anni);
- Guido Magrini (3 anni);
- Mario Schina (4 anni);
- Claudio Turella (6 anni).[66].

### Il secondo processo d'appello
Il 9 marzo 2021 la prima sezione penale della corte d'appello di Roma ricalcola le pene per:
- Massimo Carminati (10 anni);
- Salvatore Buzzi (12 anni e 10 mesi);
- Franco Panzironi (3 anni e 6 mesi);
- Riccardo Brugia (6 anni);
- Luca Gramazio (5 anni e 6 mesi);
- Fabrizio Franco Testa (5 anni e 6 mesi);
- Matteo Calvio (5 anni e 7 mesi);
- Paolo Di Ninno (3 anni, 8 mesi e 10 giorni);
- Alessandra Garrone (2 anni, 9 mesi e 10 giorni);
- Claudio Caldarelli (4 anni e 5 mesi);
- Emanuela Bugitti (2 anni, 8 mesi e 15 giorni);
- Carlo Pucci (4 anni);
- Carlo Maria Guarany (2 anni e 6 mesi);
- Claudio Bolla (3 anni e un mese);
- Roberto Lacopo (4 anni e 7 mesi);
- Michele Nacamulli (1 anno).

Viene inoltre assolto Angelo Scozzafava.

### Il secondo ricorso per Cassazione
Il 29 settembre 2022 la seconda sezione penale della Corte di Cassazione rigetta i ricorsi degli imputati, con l'eccezione di Franco Panzironi, per cui viene ordinato un terzo processo d'appello.

## Filmografia
- Suburra di Stefano Sollima, (2015);[70]
- Il sistema di Carmine Elia, (2016) - serie TV
- Suburra - La serie di Michele Placido, Andrea Molaioli, Giuseppe Capotondi, (2017);[71]

## Video
- International Journalism Festival, Mafia Capitale: destra e sinistra agli ordini della malavita, su YouTube. URL consultato il 19 aprile 2015.

- james kirk, Documentario 1000 giorni di Mafia Capitale, su YouTube. URL consultato il 17 ottobre 2017.